# José Ginés Siu
José Ginés Siu (Madrid; 18 de febrero de 1946) es un exgimnasta español que compitió en la disciplina de gimnasia artística. Tiene fijada su residencia en Laguna de Duero, provincia de Valladolid (España).

## Juegos Olímpicos de Múnich 1972
Prueba en las que participa en este evento:
- Gimnasia / Artística Concurso II Individual por aparatos Hombres (Sport Halle)	Gimnasia Artística (Masculino)
- 27/08/1972 11:15 Calificación
- Puesto 96 (99.35)

## Entrenador
Padre y entrenador de las gimnastas Loreto, Teresa, y María Ginés Montero, entrenándolas en artística y trampolín. Las tres fueron miembros del equipo nacional. Loreto destacó tanto en artística como en trampolín, participando en artística en Campeonatos de Europa, y en trampolín en Europeos y Mundiales, teniendo una grave lesión antes del Mundial clasificatorio para las Olimpiadas. Teresa fue 2ª en los JOJE (Juegos Olímpicos de la Juventud Europea) en 1992, en gimnasia artística. 
También entrenó a: Eva Rueda, Cristina Fraguas, Sonia Fraguas, Alicia Fernández, Diana Lema Morán, Virginia Martínez, Alfonso Ginés Siu (trampolín), Samuel Castro Roa (trampolín).

## Obra
- Ginés Siu, José (1987). Minitramp. Editorial Alhambra. ISBN 84-205-1656-2.
- Ginés Siu, José (1986). Cama elástica. Editorial Alhambra. ISBN 84-205-1292-3.
- Ginés Siu, José (1985). Gimnasia deportiva básica: (suelo y potro). Editorial Alhambra. ISBN 84-205-1069-6.
- Ginés Siu, J.; Vázquez Rabaz, S. (07/1987). [Parte de obra completa: Vol.2] [Agotado] (1ª edición: 404 pp.). Madrid: Pearson Alhambra. ISBN 84-205-1497-7.
- Ginés Siu, J.; Vázquez Rabaz, S. (07/1987). [Parte de obra completa: Vol.2] [Agotado] (1ª edición: 332 pp., 17x24 cm, encuadernación rústica). Madrid: Pearson Alhambra. ISBN 84-205-1624-4.

## Premios, reconocimientos y distinciones
- Trofeo al Mérito Gimnástico 1967 en la categoría de gimnasia, entregado por la Real Federación Española de Gimnasia (1968)[1]